# Hydriastele vitiensis
Espèce
Synonymes
- Gulubia microcarpa Essig[1]

Statut de conservation UICN

 VU B1ab(i,ii,iii) : Vulnérable
Hydriastele vitiensis est une espèce de plantes de la famille des Arecaceae.

## Publication originale
- Kew Bulletin 59: 68. 2004.